# 2010-es országos jégtánc-utánpótlásbajnokság
Szegeden, a Városi Műjégpályán – a Magyar Országos Korcsolyázó Szövetség szervezésében, az ISU szabályoknak megfelelő „ISU Judging System” szerint – került megrendezésre a 2010-es magyar jégtánc-utánpótlásbajnokság.

## Versenyszámok

### Újonc 1
| #  | Név                               | Sportegyesület | Össz- pontszám | KT      | KT   | SZP     | SZP   |
| #  | Név                               | Sportegyesület | Össz- pontszám | Rangsor | Pont | Rangsor | Pont  |
| -- | --------------------------------- | -------------- | -------------- | ------- | ---- | ------- | ----- |
| 1. | Mekker Kata / Takács Kornél       | MTK SC         | 19.66          | 1       | 5.43 | 1       | 14.23 |
| 2. | Andrejcsik Enikő / Lukács Domokos | ICE-TEAM       | 19.24          | 2       | 5.07 | 2       | 14.17 |
| 3. | Irsai Zsuzsa / Csíkos Barna       | ICE-TEAM       | 14.59          | 3       | 4.36 | 3       | 10.23 |
| 4. | Miklós Kyra / Oláh Márton         | ICE-TEAM       | 11.76          | 4       | 3.69 | 4       | 8.07  |
| 5. | Jakus Hanna / Oravec Máté         | ICE-TEAM       | 10.61          | 5       | 3.05 | 5       | 7.56  |

### Újonc 2
| #  | Név                                | Sportegyesület | Össz- pontszám | SZP     | SZP   |
| #  | Név                                | Sportegyesület | Össz- pontszám | Rangsor | Pont  |
| -- | ---------------------------------- | -------------- | -------------- | ------- | ----- |
| 1. | Sipeki Zsófia / Némedi Tamás       | MTK SC         | 14.96          | 1       | 14.96 |
| 2. | Nagy Zita / Nagy Gábor             | GOL            | 14.00          | 2       | 14.00 |
| 3. | Nagy Zsófia / Sismanidis Norbert   | SIL            | 13.41          | 3       | 13.41 |
| 4. | Sándor Petra / Ujj Bence           | MTK SC         | 12.81          | 4       | 12.81 |
| 5. | Tóth Eszter / Balázsi Levente      | RÁK            | 11.46          | 5       | 11.46 |
| 6. | Kaufmann Kinga / Szemerédi Levente | ICE-TEAM       | 8.64           | 6       | 8.64  |
| 7. | Virágh Lili / Nagy Máté            | USC            | 8.35           | 7       | 8.35  |

### Újonc (szóló)
| #  | Név                | Sportegyesület | Össz- pontszám | SZP     | SZP   |
| #  | Név                | Sportegyesület | Össz- pontszám | Rangsor | Pont  |
| -- | ------------------ | -------------- | -------------- | ------- | ----- |
| 1. | Almási Adél / …    | ICE-TEAM       | 19.53          | 1       | 19.53 |
| 2. | Rajmon Imola / …   | MTK SC         | 15.89          | 2       | 15.89 |
| 3. | Pataki Lili / …    | MTK SC         | 15.62          | 3       | 15.62 |
| 4. | Marton Villő / …   | SPO            | 13.69          | 4       | 13.69 |
| 5. | Kovács Kamilla / … | MTK SC         | 9.14           | 5       | 9.14  |

### Serdülő (pre-novice)
| #  | Név                             | Sportegyesület | Össz- pontszám | KT      | KT    | SZP     | SZP   |
| #  | Név                             | Sportegyesület | Össz- pontszám | Rangsor | Pont  | Rangsor | Pont  |
| -- | ------------------------------- | -------------- | -------------- | ------- | ----- | ------- | ----- |
| 1. | Merkwart Szidónia / Nagy László | SPO            | 53.84          | 1       | 26.49 | 1       | 27.39 |
| 2. | Rumpf Kármen / Lukács Benedek   | ICE-TEAM       | 47.01          | 2       | 23.56 | 2       | 23.45 |

### Serdülő A (szóló)
| #   | Név                  | Sportegyesület | Össz- pontszám | SZP     | SZP   |
| #   | Név                  | Sportegyesület | Össz- pontszám | Rangsor | Pont  |
| --- | -------------------- | -------------- | -------------- | ------- | ----- |
| 1.  | Varga Kata / …       | ICE-TEAM       | 18.76          | 1       | 18.76 |
| 2.  | Szőke Sára /…        | ICE-TEAM       | 15.29          | 2       | 15.29 |
| 3.  | Waiszhár Barbara / … | ICE-TEAM       | 14.65          | 3       | 14.65 |
| VL. | Király Kitti / …     | ICE-TEAM       |                |         |       |

### Serdülő B (szóló)
| #  | Név               | Sportegyesület | Össz- pontszám | SZP     | SZP    |
| #  | Név               | Sportegyesület | Össz- pontszám | Rangsor | Pont   |
| -- | ----------------- | -------------- | -------------- | ------- | ------ |
| 1. | Kozma Hanna / …   | MTK SC         | 19.33          | 1       | 19.33  |
| 2. | Gali Eszter /…    | ICE-TEAM       | 16.51          | 2       | 16.51. |
| 3. | Pipek Beatrix / … | MTK SC         | 15.90          | 3       | 14.90  |

### Ifjúsági (novice)
| #  | Név                             | Sportegyesület | Össz- pontszám | KT      | KT    | SZP     | SZP   |
| #  | Név                             | Sportegyesület | Össz- pontszám | Rangsor | Pont  | Rangsor | Pont  |
| -- | ------------------------------- | -------------- | -------------- | ------- | ----- | ------- | ----- |
| 1. | Szemes Adrienn / Szénási Dániel | ICE-TEAM       | 61.66          | 1       | 25.49 | 1       | 36.17 |
| 2. | Túróczi Tamara / Nagy Kristóf   | SPO            | 55.01          | 2       | 24.63 | 2       | 30.38 |
| 3. | Magyar Szilvia / Illés Dániel   | SPO            | 54.09          | 3       | 24.35 | 3       | 29.74 |
| 4. | Staudt Réka / Staudt Máté       | ROC            | 50.95          | 4       | 22.06 | 4       | 28.89 |
| 5. | Király Lili / Bódi Péter        | TWI            | 39.18          | 5       | 17.00 | 5       | 22.18 |

### Ifjúsági (szóló)
| #  | Név                       | Sportegyesület | Össz- pontszám | SZP     | SZP   |
| #  | Név                       | Sportegyesület | Össz- pontszám | Rangsor | Pont  |
| -- | ------------------------- | -------------- | -------------- | ------- | ----- |
| 1. | Nyitrai Berdin Bianca / … | MTK SC         | 19.99          | 1       | 19.99 |
| 2. | Kóczián Viktória / …      | MTK SC         | 14.63          | 2       | 14.63 |

### Junior II
| #  | Név                               | Sportegyesület | Össz- pontszám | KT      | KT   | SZP     | SZP   |
| #  | Név                               | Sportegyesület | Össz- pontszám | Rangsor | Pont | Rangsor | Pont  |
| -- | --------------------------------- | -------------- | -------------- | ------- | ---- | ------- | ----- |
| 1. | Szemes Gabriella / Varjasi Ferenc | ICE-TEAM       | 30.08          | 1       | 8.32 | 1       | 21.76 |
| 2. | Körizs Kata / Szabadkai Zsolt     | TAN            | 26.31          | 2       | 7.21 | 3       | 19.10 |
| 3. | Török Viktória / Szénási Martin   | ICE-TEAM       | 25.44          | 5       | 4.32 | 2       | 21.12 |
| 4. | Rengei Tímea / Lukács Tamás       | ICE-TEAM       | 22.57          | 4       | 6.34 | 4       | 16.23 |
| 5. | Irsai Éva / Benedek Kristóf       | ICE-TEAM       | 20.60          | 3       | 6.82 | 6       | 13.78 |
| 6. | Csíkos Henriette / Király Ádám    | ICE-TEAM       | 17.39          | 6       | 2.84 | 5       | 14.55 |